# 벡셰시

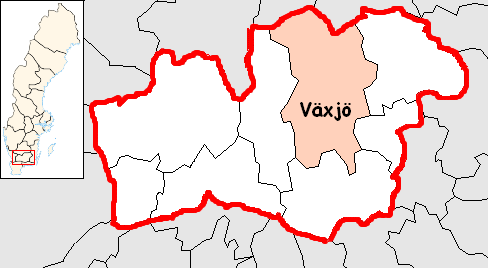
벡셰 시의 위치

벡셰시(스웨덴어: Växjö kommun)는 스웨덴 크로노베리주에 위치한 지방 자치체로 행정 중심지는 벡셰(크로노베리 주의 주도)이며 면적은 1,914.25km2, 인구는 89,500명(2016년 12월 31일 기준), 인구 밀도는 47명/km2이다.

시 문장